# Daniel Jeanneteau
Daniel Jeanneteau, né en 1963 à Creutzwald en Moselle, est un metteur en scène et scénographe français. 

## Biographie
Après des études à Strasbourg aux Arts Décoratifs et à l’École du TNS, il rencontre le metteur en scène Claude Régy dont il conçoit les scénographies pendant une quinzaine d’années. 
Il travaille également avec de nombreux metteurs en scène et chorégraphes (Catherine Diverrès, Jean-Claude Gallotta ,Marcel Bozonnet, Alain Ollivier, Nicolas Leriche, Jean-Baptiste Sastre, Trisha Brown, Jean-François Sivadier, Pascal Rambert…). 
Depuis 2001, et parallèlement à son travail de scénographe, il se consacre à la création de ses propres spectacles, en collaboration avec Marie-Christine Soma. (Racine, Strindberg, Boulgakov, Sarah Kane, Martin Crimp, Labiche, Daniel Keene, Anja Hilling, Tennessee Williams). 
Metteur en scène associé au Théâtre Gérard Philipe de Saint-Denis de 2002 à 2007, à l’Espace Malraux de Chambéry en 2006 et 2007, à la Maison de la Culture d’Amiens de 2007 à 2017, au Théâtre National de la Colline, avec Marie-Christine Soma, à de 2009 à 2011.
Daniel Jeanneteau a dirigé le Studio-Théâtre de Vitry de 2008 à 2016. Il a pris la direction du T2G – Théâtre de Gennevilliers en janvier 2017.

## Mises en scène
- Iphigénie en Aulide de Jean Racine, Théâtre National de Strasbourg, CDDB Théâtre de Lorient, 2001.
- La Sonate des spectres d'August Strindberg, TGP St Denis, CDDB Théâtre de Lorient, 2003.
- Anéantis de Sarah Kane, Théâtre National de Strasbourg, TGP St Denis, 2005.
- Into the Little Hill, opéra de George Benjamin et Martin Crimp, Opéra Bastille, Festival d'Automne à Paris, 2006.
- Adam et Ève de Mikhaïl Boulgakov, Maison de la Culture de Chambéry, TGP St Denis, 2007.
- Les Assassins de la charbonnière d'après Kafka et Labiche, avec Marie-Christine Soma, Théâtre National de Strasbourg, 2008.
- Feux d'après August Stramm, avec Marie-Christine Soma, Maison de la Culture d'Amiens, Festival d'Avignon, 2008.
- Blasted de Sarah Kane (création en japonais au Shizuoka Performing Arts Center, Japon), 2009.
- Ciseaux, Papier, Caillou de Daniel Keene, avec Marie-Christine Soma, Maison de la Culture d'Amiens, Théâtre national de la Colline, 2010.
- Bulbus d'Anja Hilling, Théâtre national de la Colline, MC2 Grenoble, 2011.
- The Glass Menagerie de Tennessee Williams (création en japonais au Shizuoka Performing Arts Center, Japon), 2011.
- Les Aveugles de Maeterlinck, en collaboration avec Alain Mahé et Jean-Louis Coulloc'h, Studio-theatre de Vitry, Centquatre Paris, 2014
- Trafic de Yoann Thommerel, avec Marie-Christine Soma, Maison de la Culture d'Amiens, Théâtre national de la Colline, 2014.
- Faits (fragments de l'Iliade) d'après Homère, installation-performance aux Subsistances à Lyon, dans le cadre de la Biennale de la danse, 2014.
- Môten-Tachi 盲点たち (Les Aveugles) de Maurice Maeterlinck (création en japonais au Shizuoka Performing Arts Center, Japon), 2015.
- La Ménagerie de verre de Tennessee Williams, Studio-Théâtre de Vitry, Maison de la Culture d'Amiens, Théâtre national de la Colline, 2016.
- Le Nain opéra d'Alexander von Zemlinsky, opéra de Lille, opéra de Rennes, théâtre de Caen, 2017.
- Déjà la nuit tombait d'après Homère, T2G Théâtre de Gennevilliers, 2018.
- Le Reste vous les connaissez par le cinéma de Martin Crimp, Festival d'Avignon, T2G Théâtre de Gennevilliers, Théâtre National de Strasbourg, Théâtre du Nord, 2019.
- L'Autre fille d'Annie Ernaux, Ircam - Centre Pompidou, T2G Théâtre de Gennevilliers, 2020.
- Pelléas et Mélisande opéra de Claude Debussy, Opéra de Lille, 2021.
- Aguets, partition pour un cirque ensauvagé avec Ann Williams et Mammar Benranou, T2G Théâtre de Gennevilliers, Académie Fratellini, L'Azimut, 2021.
- Sakura no sono / La Cerisaie d'Anton Tchekhov, avec Mammar Benranou, T2G Théâtre de Gennevilliers, SPAC Shizuoka; création en japonais et français au Shizuoka Performing Arts Center, Japon, 2021; représentations au T2G en 2022.
- Picture a day like this opéra de George Benjamin et Martin Crimp, avec Marie-Christine Soma, Festival d'Aix-en-Provence, Royal Opera House, Londres, 2023. Nominations aux International Opera Awards 2023 et aux Laurence Olivier Awards 2024, Prix Claude Rostand de la Critique 2024.

## Scénographie
Il a conçu des scénographies pour, :
- Marcel Bozonnet: Le Tartuffe de Molière, 2005; Gavroche d'après Victor Hugo et Antonin Artaud, 2008.
- Trisha Brown: Da gelo a gelo opéra de Salvatore Sciarrino, 2006.
- Gérard Desarthe: Hygiène de l'assassin d'après Amélie Nothomb, 1994; Partage de midi de Paul Claudel, 1998.
- Eric Didry: Boltanski/Interview, 1993.
- Catherine Diverrès: Fruits, 1996; Stances, 1997.
- Michel Froehly: Quai Ouest de Bernard-Marie Koltès, 1994.
- Didier Galas: Monnaie de singe, 1996.
- Jean-Claude Gallotta: Nosferatu, 2001; 99 Duos, 2002.
- Éric Lacascade: Phèdre de Jean Racine et Eugène Durif, 1998.
- Nicolas Le Riche: Caligula, 2005.
- Alain Milianti: Quatre Heures à Chatila de Jean Genet, 1991.
- Alain Ollivier: L'Exception et la Règle de Bertolt Brecht, 2002; Pelléas et Mélisande de Maurice Maeterlinck, 2004; Les Félins m'aiment bien d'Olivia Rosenthal, 2005; Le Cid de Corneille, 2007.
- Hervé Pierre: Le Gardeur de troupeaux d'après Fernando Pessoa, 2000; Caiero! d'après Fernando Pessoa, 2005.
- Pascal Rambert: Clôture de l'amour de Pascal Rambert, 2011; Répétition de Pascal Rambert, 2014; Argument de Pascal Rambert, 2015.
- Claude Régy: L'Amante anglaise de Marguerite Duras, 1989; Le Cerceau de Viktor Slavkine, 1990; Chutes de Gregory Motton, 1992; Jeanne d'Arc au Bûcher opéra de Honegger/Claudel, 1992; La Terrible Voix de Satan de Gregory Motton, 1994; Paroles du Sage d'Henri Meschonnic d'après la Bible, 1995; La Mort de Tintagiles de Maurice Maeterlinck, 1997; Holocauste de Charles Reznikoff, 1998; Quelqu'un va venir de Jon Fosse, 1999; Des couteaux dans les poules de David Harrower, 2000; Melancholia d'après Jon Fosse, 2001; Carnets d'un disparu de Leos Janacek, 2001; 4:48 Psychose de Sarah Kane, 2002; Variations sur la mort de Jon Fosse, 2003.
- Jean-Baptiste Sastre: La Surprise de l'amour, 2005.
- Jean-François Sivadier: La Dame de chez Maxim de Georges Feydeau, 2009; Le Misanthrope de Molière, 2013; Don Juan de Molière, 2016.
- Charles Tordjman: Je poussais donc le temps avec l'épaule d'après Marcel Proust, 2001.

## Bande dessinée
Collaborations avec l'auteur de bandes dessinées Pierre Duba :
- Antoinette, 1999.
- Kyoto-Béziers, 2001[12].
- Quelqu'un va venir, d'après Jon Fosse, 2002.
- A Kyoto, 2004[13].
- Racines (postface), 2010[14].

## Distinctions
- Lauréat de la Villa Kujoyama à Kyoto en 1998.
- Lauréat avec Pierre Duba de la Villa Médicis hors les murs au Japon en 2002.
- Prix du Syndicat de la Critique : meilleur créateur d'élément scénique en 2000 pour Quelqu'un va venir et Des couteaux dans les poules mises en scène de Claude Régy ; en 2004 pour Pelléas et Mélisande mise en scène d'Alain Ollivier et Variations sur la mort mise en scène de Claude Régy. Prix Claude Rostand 2024 du Syndicat de la Critique pour la création de l'opéra Picture a day like this.